# Dmytro Wijecki
Dmytro Ołeksandrowycz Wijecki (ukr. Дмитро Олександрович Вієцький, ur. 19 lutego 1998 w Winnicy) – ukraiński siatkarz, grający na pozycji atakującego, reprezentant Ukrainy. 

## Sukcesy klubowe
Mistrzostwo Ukrainy:
- 2017[4], 2022[5], 2024[6]
- 2023[7]
- 2018

Mistrzostwo Serbii:
- 2019[8]

Puchar Ligi Ukraińskiej:
- 2022[9]

## Sukcesy reprezentacyjne
Mistrzostwa Europy Juniorów:
- 2016[10]

Liga Europejska:
- 2021